# Сидоров, Иван Степанович
Иван Степанович Сидоров (1920 год, село Юксеево — дата смерти неизвестна) — старший электролизник Усть-Каменогорского титано-магниевого комбината имени 50-летия Октябрьской революции Министерства цветной металлургии СССР, Восточно-Казахстанская область, Казахская ССР. Герой Социалистического Труда (1971).

## Биография
Родился в 1920 году в крестьянской семье в селе Юксеево. С 1940 года трудился на магниевом заводе в городе Соликамск Молотовской области. В июне 1941 года призван на фронт. Воевал на Волховском, Северо-Западном, Ленинградском, Калининском, 2-м Прибалтийском и 1-м Украинском фронтах. С 1944 года — писарь миномётной роты 1-го отдельного стрелкового батальона 14-й отдельной стрелковой дивизии. В 1945 году демобилизовался и продолжил трудиться аппаратчиком-хлораторником, испытателем опытного цеха на магниевом заводе в Соликамске.
В 1962 году переехал в Усть-Каменогорск, где стал работать хлораторником опытного цеха № 15 Усть-Каменогорского титано-магниевого комбината. В 1965 году был назначен старшим электролизником. Бригада Ивана Сидорова участвовала в запуске производственных мощностей объединённого цеха № 1.
Применял при работе передовые методы и рационализаторские предложения, что привело к увеличению производительности труда. В 1967 году выпуск магния увеличился по сравнению с предыдущем годом на 102,3 %, в 1968 году — на 103,4 %, в 1969 году — на 105,1 % и в 1970 году — на 107,2 %. За выдающиеся успехи, достигнутые в развитии цветной металлургии удостоен звания Героя Социалистического Труда указом Президиума Верховного Совета СССР от 30 марта 1971 года с вручением ордена Ленина и золотой медали «Серп и Молот».
Позднее трудился производственным мастером электролизного цеха и бригадиром электролизников службы наладки Усть-Каменогорского титано-магниевого комбината.
В 1971 году вышел на пенсию. Проживал в Усть-Каменогорске.
Дата смерти неизвестна.
Награды
- Герой Социалистического Труда
- Орден Ленина
- Орден Отечественной войны 1 степени
- Медаль «За боевые заслуги» (11.03.1944)
- Медаль «За победу над Германией в Великой Отечественной войне 1941—1945 гг.»
- Медаль «За трудовую доблесть» (18.08.1965)
- Медаль «За трудовое отличие» (06.02.1951; 09.06.1961)